# بوبي ماكي
بوبي ماكي (بالإنجليزية: Bobby Mackey)‏ هو كاتب أغاني أمريكي، ولد في 25 مارس 1948.

## وصلات خارجية
- الموقع الرسمي